# Алва (Оклахома)
Алва (енгл. Alva) град је у америчкој савезној држави Оклахома.

## Демографија
По попису из 2010. године број становника је 4.945, што је 343 (-6,5%) становника мање него 2000. године.
| Група             | 2000.         | 2010.         |
| Белци             | 4.953 (93,7%) | 4.347 (87,9%) |
| Афроамериканци    | 69 (1,3%)     | 99 (2,0%)     |
| Азијати           | 41 (0,8%)     | 56 (1,1%)     |
| Хиспаноамериканци | 96 (1,8%)     | 229 (4,6%)    |
| Укупно            | 5.288         | 4.945         |